# Clara Bewick Colby
Clara Dorothy Bewick Colby (Inglaterra, 1 de agosto de 1846 - 7 de septiembre de 1916) fue una conferenciante, editora y corresponsal de prensa británica-estadounidense, activista por los derechos de las mujeres y líder sufragista. 
Emigró desde Inglaterra, a Estados Unidos donde asistió a la universidad. En 1883, fundó el periódico Women's Tribune en Beatrice (Nebraska), y lo trasladó tres años después a Washington D. C.; se convirtió en la principal publicación de mujeres sufragistas del país. Colby también habló en nombre de los soldados de la guerra española. Durante la Guerra hispano-estadounidense (1898), fue designada oficialmente como corresponsal de guerra, la primera mujer en ser reconocida como tal.

Además de sufragista y editora de periódicos, Colby era conferenciante, escritora e intérprete de Walt Whitman. En 1899 fue delegada en el Congreso Internacional de Mujeres en (Londres, Inglaterra); en 1908 fue elegida por el gobernador para representar a Oregón en el Primer Congreso Internacional de Educación Moral en Londres; y delegada del Primer Congreso Internacional de Paz en 1911. Fue vicepresidenta de la Asociación del Sufragio de Mujeres de Nebraska, desde su formación, 1881 hasta 1883; y presidenta desde 1883 hasta 1909. Ella era la secretaria correspondiente de la Asociación Federal de Sufragios de los Estados Unidos. Colby escribió numerosos artículos para revistas como Sand, Harper's Bazaar, Overland, Englishwoman y otras. Fue corresponsal de prensa de la Unión Internacional de la Paz, la Asociación Nacional de la Mujer, la Asociación de la Mujer de Oregón, el Centro de Pensamiento Superior (Londres), la Liga de la Libertad de la Mujer, la Liga Nacional de Reforma Política y el International Franchise Club of Woman (Londres). A menudo aparecía ante las legislaturas estatales y los comités del Congreso en nombre del sufragio femenino; también ayudó a impulsar el sufragio femenino en Inglaterra.